# Antonín Šus
Mikuláš Antonín Šus, OFM (26. dubna 1910 Vídeň – 2. března 1986 Praha) byl český římskokatolický kněz, františkán a osoba pronásledovaná komunistickým režimem.

## Život
V srpnu 1945 převzal duchovní správu hejnického kláštera a stal se zde kvardiánem. Pod odchodu faráře Franze Kühnela v rámci vysídlení německy mluvícího sudetského obyvatelstva do Německa se stal administrátorem farnosti Nové Město pod Smrkem. Zde působil do července 1949, kdy odešel do Kroměříže a stal se zde kvardiánem v klášteře na Pilařově ulici. V rámci akce K namířené komunistickým režimem proti církevním řádům byl 14. dubna 1950 internován v Želivském klášteře. Spolu s ním zde bylo internováno až do roku 1956 celkem 22 františkánů. Později se vrátil do duchovní správy. Pohřben byl v Praze na Bohdalci. Jeho jméno se nachází mezi osobami pronásledovanými komunistickým režimem na pamětní desce internovaných duchovních, která je umístěna v ambitech želivského kláštera.